# شون أوكونور (لاعب هوكي الجليد)
شون أوكونور (بالألمانية: Sean O’Connor)‏ هو لاعب هوكي الجليد ألماني وكندي، ولد في 19 أكتوبر 1981 في فيكتوريا في كندا.

## وصلات خارجية
- شون أوكونور على موقع دوري الهوكي الوطني (الإنجليزية)
- شون أوكونور على موقع EliteProspects.com (الإنجليزية)
- شون أوكونور على موقع HockeyDB.com (الإنجليزية)